# 67 av. J.-C.
Cette page concerne l'année 67 av. J.-C. du calendrier julien proleptique.

## Événements
- 30 octobre 68 av. J.-C. (1er janvier 687 du calendrier romain) : début à Rome du consulat de Manius Acilius Glabrio et Caius Calpurnius Piso[1].
  - Lex Roscia theatralis : une loi votée sur l’initiative du tribun L. Roscius Otho rend aux chevaliers leurs places d’honneur au théâtre, les quatorze premiers rangs derrière l’orchestre, réservé celui-ci aux membres de l’ordre sénatorial[2].
  - Loi Calpurnia contre la vénalité du corps électoral (loi sur la brigue)[3].

- Janvier : Gabinius, tribun de la plèbe, propose la Loi Gabinia[4]. Elle donne tout pouvoir à Pompée (imperium extraordinarium) pour combattre les pirates de Crète. Elle met à sa disposition cent vingt mille fantassins, cinq mille cavaliers, cinq cents navires et le droit de puiser librement dans le trésor. En 50 jours, la Méditerranée est débarrassée de ses pirates. Refoulés sur la Cilicie, ils doivent capituler à Korakésion. Pompée annexe la Crète, qui est rattachée en 27 av. J.-C. à la province de Cyrénaïque.

- Été, troisième guerre de Mithridate : Mithridate VI bat Triarius, qui perd 7 000 hommes et de nombreux officiers, dont 24 tribuns militaires, à Zéla ; Lucullus, qui a quitté l’Arménie au printemps, arrive trop tard[5]. Les Romains doivent évacuer le Pont et la Cappadoce et se retirer sur la province d’Asie. À Rome, Lucullus attend son triomphe en donnant de grands festins qui font sa renommée plus que ses succès militaires.

- Des pirates ciliciens brûlent une flotte consulaire dans le port d'Ostie et saccagent la ville[6]. Les pirates disposent d’une flotte considérable —plus de mille navires—, d’arsenaux et de nombreuses bases d’opérations, dont le littoral de Cilicie. Ils constituent un véritable État méditerranéen. Maîtres de la mer, ils gênent l’approvisionnement de Rome et font hausser dans la capitale le prix des denrées.

- À la mort de Salomé Alexandra, Aristobule II entre en conflit pour le trône de Judée avec son frère Hyrcan II. Hyrcan est défait près de Jéricho puis se réfugie dans la forteresse du Temple. Les deux frères font la paix : Aristobule sera roi tandis qu’Hyrcan se contente du titre de « frère du roi ». Mais l’homme fort du parti d’Hyrcan, le gouverneur de l’Idumée Antipater, n’accepte pas cet accord. Il entraîne Hyrcan à Pétra auprès d’Arétas III de Nabatène qui lui confie une armée. Aristobule est vaincu et s’enferme dans Jérusalem (65 av. J.-C.)[7].

## Naissances en 67 av. J.-C.
- Hygin, auteur latin.

## Décès
- Salomé Alexandra, reine de Judée.
- Lucius Cornelius Sisenna, écrivain latin (né v. -120).